# Liste der Monuments historiques in Formerie
Die Liste der Monuments historiques in Formerie führt die Monuments historiques in der französischen Gemeinde Formerie auf.

## Liste der Objekte
| Bezeichnung                          | Beschreibung    | Standort | Kennzeichnung | Schutzstatus | Datum | Bild |
| ------------------------------------ | --------------- | -------- | ------------- | ------------ | ----- | ---- |
| Arkade vom ehemaligen Schloss Sarcus | 16. Jahrhundert |          | PM60000818    | Classé       | 1913  |      |